# Oldřich Frolík
Oldřich Frolík (11. dubna 1909 – 26. ledna 1943, KT Mauthausen) byl jedním z podporovatelů výsadku Anthropoid. Pro Jozefa Gabčíka a Jana Kubiše připravoval zbraně, staral se jim o výzbroj a o munici. Spolu se svojí manželkou Barborou zajišťoval pro parašutisty i úkryt.

## Životopis
Oldřich Frolík se narodil 11. dubna 1909. Za protektorátu bydlel se svojí ženou Barborou Frolíkovou (rozenou Kvasničkovou) v Praze - Michli v Kvestorské ulici. Pracoval jako kovodělník v Janečkově továrně v Praze na Pankráci. V době protektorátu pracoval v Janečkově zbrojovce i Frolíkův spolupracovník, blízký přítel a člen odboje - Otakar Šrámek. 

### Odbojová činnost
Po 15. březnu 1939 se Frolík zapojil do protiněmeckého odboje. Společně se svými přáteli Jaroslavem Pechmanem, Janem Zelenkou-Hajským a kapitánem Karlem Pavlíkem náležel (v rámci sokolské odbojové organizace) do radikální frakce. Ta se nazývala "Říjen" a její členové se hodlali ve své protiněmecké činnosti orientovat především na diverzní (záškodnickou) činnost.
A byl to právě Otakar Šrámek, kdo "přivedl" Oldřicha Frolíka k parašutistům (viz dále). V roce 1942 se Frolík stal jedním z důležitých podporovatelů paravýsadku operace Anthropoid.  Frolík - dělník v pražské zbrojovce - byl (v rámci spolupráce se skupinou Anthropoid) předurčen k tomu, aby se jeho příslušníkům staral především o jejich zbraně, tj. prováděl servis týkající se munice, zbraní ale i výbušnin. Kromě toho Oldřich Frolík zároveň zajišťoval pro parašutisty i úkryt. (Jejich byt sloužil jako shromaždiště parašutistů.) Zejména tato stránka jeho ilegální činnosti představovala pro Oldřicha a jeho manželku Barboru značné riziko. (Navíc manželé Frolíkovi v té době měli dvě malé dcery Květu a Jitku.) 

### Statek bratří Vojtěchovských

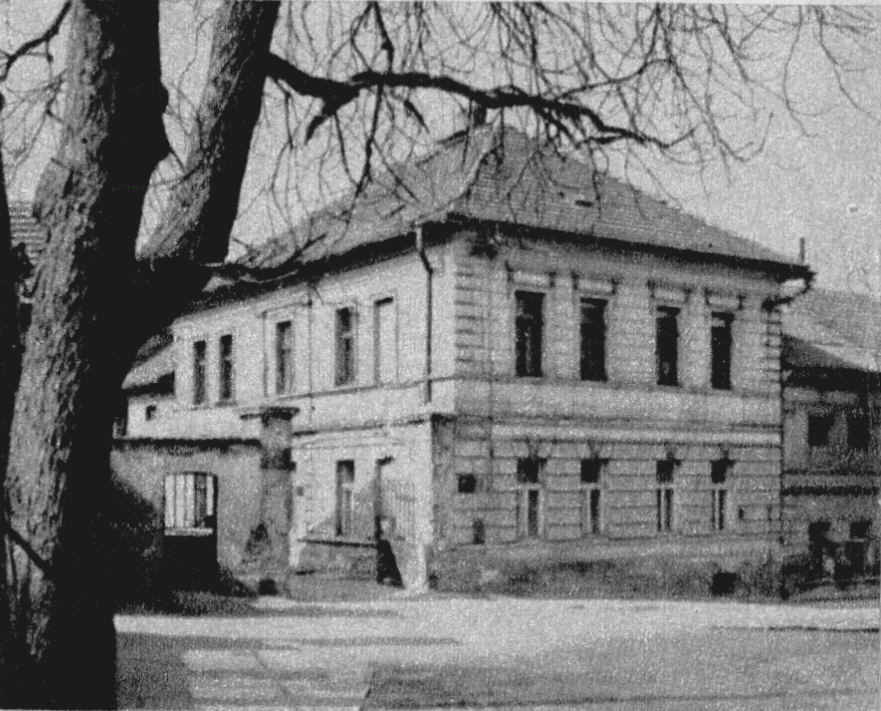
Statek bratří Vojtěchovských na dobové fotografii

Během února roku 1942 se Jozef Gabčík s Janem Kubišem seznámili s bratry Otakarem a Miroslavem Šrámkovými i s Oldřichem Frolíkem a docházeli na statek bratří Vojtěchovských v Praze - Strašnicích. V místech, kde se nyní (2018) na teritoriu Prahy 10 nachází sídliště se za protektorátu (na adrese "Ke Strašnické 13, Praha 10 – Strašnice"; v letech 1940 až 1943 se ulice jmenovala Katteho, německy Kattestrasse) rozkládal statek bratrů Miloslava a Jiřího Vojtěchovských. Miloslav Vojtěchovský - činovník strašnického sokola - tady provozoval zámečnickou dílnu a také autoopravnu nákladních přívěsů. Prostory statku byly jako stvořené pro ilegální aktivity:
- byl tu ukryt archiv strašnické sokolské organizace;[7]
- v červenci, srpnu a září roku 1941 odtud vysílala radiostanice Sparta I obsluhovaná radiotelegrafisty z okruhu štábního kapitána Václava Morávka[6] - Otto Linhartem a Jindřichem Klečkou;[7]
- scházeli se tu spolupracovníci Tří králů - zpravodajsko-sabotážní skupiny Obrany národa;[7]
- štábní kapitán Václav Morávek zde i několikrát přespal;[7]
- v zimě a na jaře roku 1942 se v tomto objektu konaly schůzky Jozefa Gabčíka, Jana Kubiše a Josefa Valčíka s Ladislavem Vaňkem, Oldřichem Frolíkem, Karlem Pavlíkem, pplk. Václavem Novákem a s dalšími podporovateli parašutistů z řad ilegální odbojové organizace "Jindra".[7][4][8]

### Uhříněves
Na jaře 1942 se v Uhříněvsi účastnil schůzek s pplk. Václavem Novákem, kpt. Karlem Pavlíkem, bratry Vojtěchovskými, Jozefem Gabčíkem a Janem Kubišem a dalšími odbojáři ohledně příprav doskokové plochy pro výsadky z Anglie. V blízkosti vršku Jankov skupina dvakrát čekala na přílet letadla. Letadla však nepřiletěla a doskokové plochy v okolí Uhříněvsi nakonec využity nikdy nebyly.

### Pokus o zatčení
Přibližně čtyři měsíce po atentátu (ten se uskutečnil 27. května 1942) na zastupujícího říšského protektora SS Obergruppenführera Reinharda Heydricha přišlo gestapo na stopu Oldřicha Frolíka. Trojice zasahujících důstojníků:
- SS-Hauptscharfuhrer kriminální asistent Alois Gruber[1]
- Oberscharführer SS - kriminalista a tlumočník gestapa Ernst Hoenig[1];
- Příslušník gestapa Alfred Keller;

zahájila dne 15. září 1942 v jeho bytě domovní prohlídku.
Po vstupu příslušníků gestapa začal tlumočník Hoenig vyjednávat s Frolíkem v kuchyni. Dvojici mužů doplňoval Gruber, který stál těsně u Frolíka s Hoenigem. Frolík sdělil zasahujícím příslušníkům gestapa, že půjde bez odporu, jen dodal, že si vezme kabát. Akce, která následovala potom, trvala maximálně 30 sekund. Z kapsy kabátu Frolík obratem tasil svoji zde ukrytou nabitou zbraň a ihned zahájil na překvapené důstojníky gestapa přesnou palbu.
Alois Gruber utrpěl pod krkem střelné poranění hrudníku a (nejspíše v důsledku proražení aorty) vykrvácel. Ernstu Hoenigovi způsobily těžké zranění tři výstřely, které mu roztříštily čelist a výstřel čtvrtý, který mu prostřelil stehno (a ještě poranil pánevní kost). Oba dva dříve jmenovaní byli na místě mrtvi. Jediný Alfred Keller (lehce zasažený do podbřišku) se stačil před palbou zachránit rychlým útěkem a ukrytím, byl nicméně neakceschopný, ale nepovedený zátah gestapa přežil.
Gestapo při následné zevrubné prohlídce bytu Frolíkových nalezlo bombu. Ta byla podobná té, kterou použili Jozef Gabčík s Janem Kubišem při atentátu na zastupujícího říšského protektora. Dále byla také nalezena odnímatelná ramenní opěrka ze samopalu "Sten gun" Jozefa Gabčíka. V důmyslně ukryté skrýši pak gestapo objevilo i značný arzenál zbraní a munice.

### Na útěku
Oldřich Frolík se svojí manželkou Barborou unikli po přestřelce s gestapem ze svého bytu. K pokračování v útěku použili (bez rozpaků) nejspíše automobil samotného zasahujícího gestapa. Nějakou dobu po útěku se ukrývali v krejčovství Františka Silovského na adrese "Na bojišti 7, Praha 2 - Nové Město. 

### Prozrazení
Frolíkův přítel - Otakar Šrámek nebyl v odboji sám. Vedoucím odbojové skupiny byl i jeho bratr Miroslav Šrámek. Když byl jeho bratr zabit, Otakar se nějakou dobu skrýval v ilegalitě. Nakonec jej (zcela fyzicky i psychicky vyčerpaného) vypátrali a zajistili čeští četníci. Gestapo vyvinulo na Šrámka psychický nátlak s tím, že pokud nebude Frolík včas dopaden, bude třicet Šrámkových příbuzných zastřeleno a pět set českých rukojmí předáno do koncentračního tábora. Navíc gestapo dalo Šrámkovi i jeho manželce Anně falešný slib beztrestnosti výměnou za dopis, ve kterém Šrámek Frolíkovi nabídne "bezpečný úkryt". Šrámek na hru gestapa přistoupil, dopis napsal, ale nakonec stejně skončil v koncentračním táboře. Jeho manželka Anna byla ještě nějakou dobu vyslýchána, ale nakonec byla propuštěna na svobodu (a bedlivě sledována gestapem). 

### Zatčení, věznění, výslechy, rozsudek, ...
Druhý pokus o zatčení Frolíka již gestapo neponechalo náhodě a podílel se na něm kriminální inspektor protektorátní policie - konfident gestapa - Jaroslav Panenka, kterému Frolík důvěřoval. Součástí léčky, do níž se tak Frolík dostal, bylo celkem asi sto mužů z řad protektorátních policistů a gestapa, kteří byli rozmístěni v okolí. Dne 23. září 1942 vylákal Panenka Oldřicha Frolíka na ulici s tím, že jej přišel vyzvednout. Při nastupování do přistaveného automobilu Panenka chytil Frolíka takovým způsobem, že zatýkaný nemohl použít zbraň, kterou měl připravenou v ruce pod kabátem. Jakmile se Frolík Panenkovi vytrhl, začal se tvrdě bránit pěstmi, ale ihned přiskočilo dalších 7 mužů, načež byl zatýkaný nakonec udolán přesilou osmi mužů.
Společně s Oldřichem Frolíkem byla zatčena i jeho žena Barbora Frolíková. Oba pak byli převezeni do pankrácké věznice. Po sérii tvrdých výslechů byli vězněni v Malé pevnosti v Terezíně. Dne 8. ledna 1943 byli oba v nepřítomnosti odsouzeni stanným soudem k trestu smrti a poté byli zařazeni do lednového transportu do KT Mauthausen.
Dne 26. ledna 1943 v 16.15 byla v KT Mauthausen nejprve popravena Barbora Frolíková (ve věku 32 let) a zhruba o půl hodiny později (v 16.49) byl pak následně popraven (střelou do týla) i její manžel Oldřich Frolík (ve věku 33 let).

## Dovětek
Dcery manželů Frolíkových (V době smrti rodičů byla starší Květa Frolíková šestiletá, mladší Jitce Frolíkové byly pouhé tři roky.) byly vězněny v internačních táborech v Praze na Jenerálce, ve Svatobořicích a Plané nad Lužnicí. Byly dány na převýchovu.. Konce druhé světové války se obě dožily. Po druhé světové válce Květu a Jitku vyhledali příbuzní ze strany Frolíkových a dále je pak vychovávala sestra Oldřicha Frolíka. Květa žila v Švédsku a Jitka ve Švýcarsku. Stýkaly se, ale jejich vztah byl již od dětství velmi komplikovaný. Jitka zemřela v roce 2003 a Květa před rokem 2009.

Frolíkovi - rodinné album
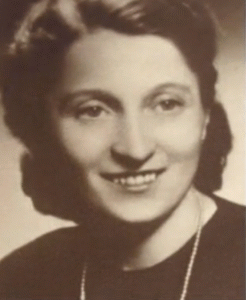
Barbora
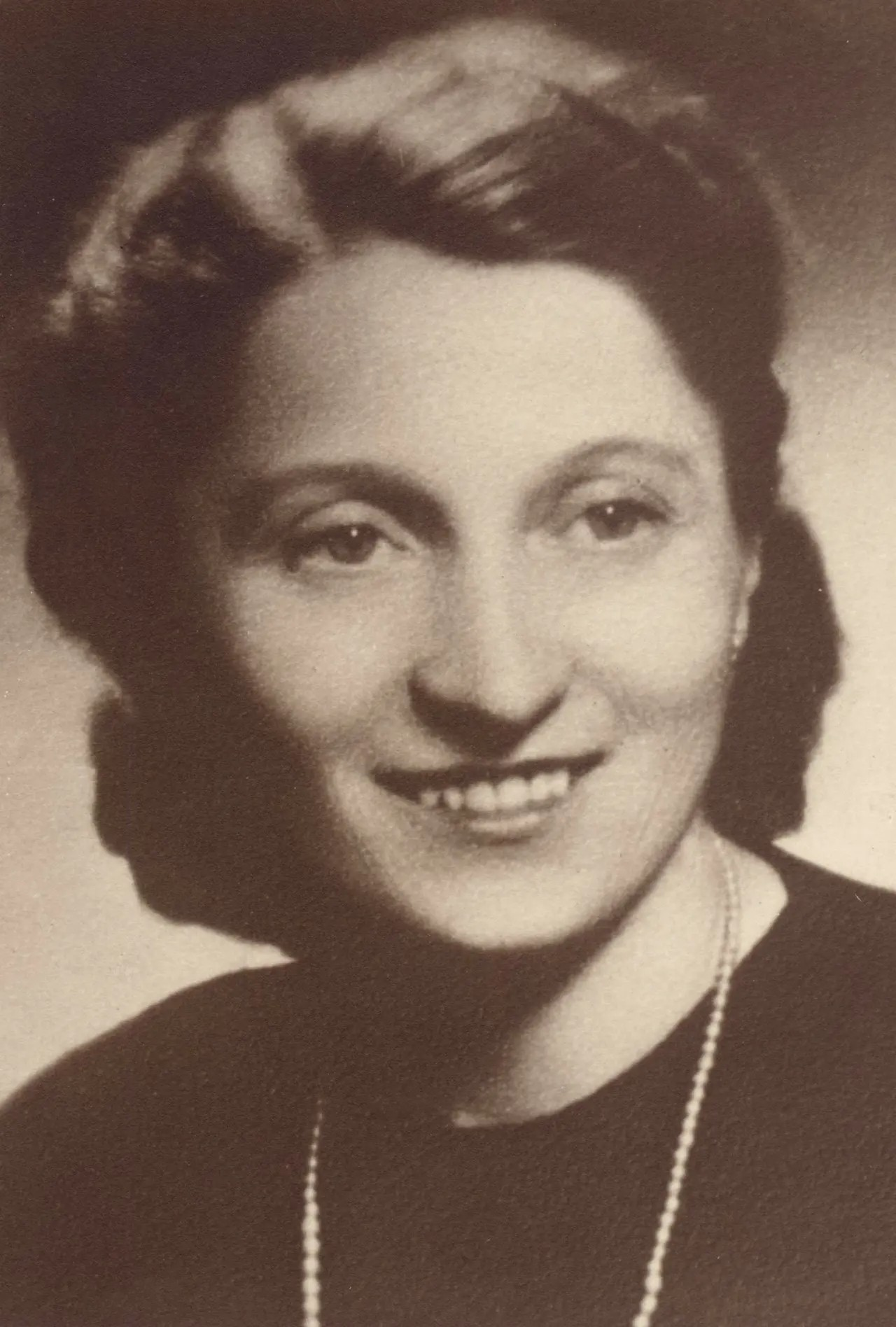
Barbora
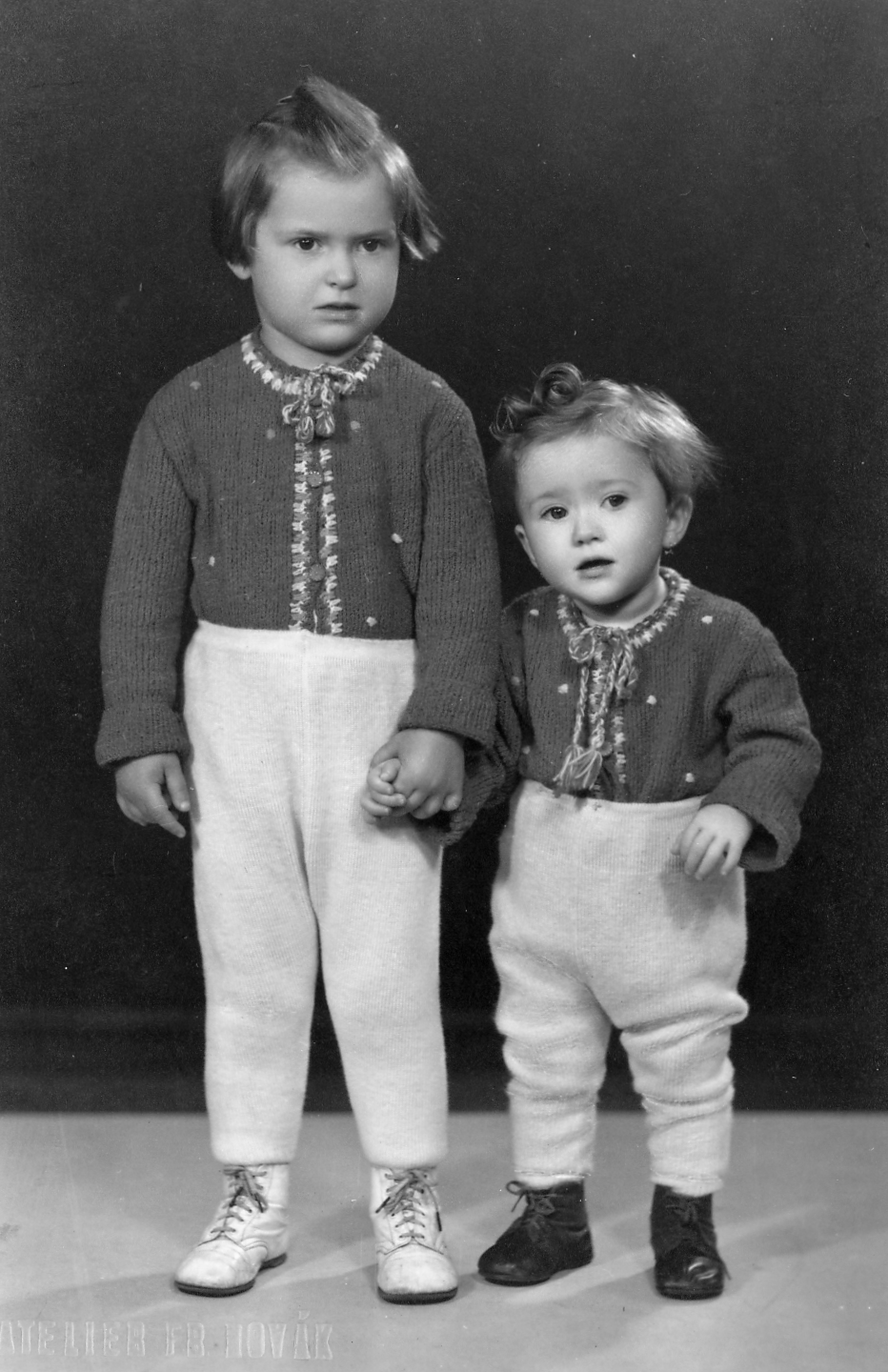
Květa a Jitka
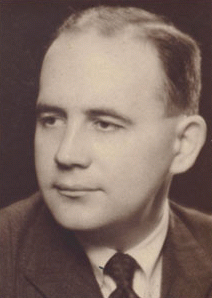
Oldřich

## Připomínky
- Jméno Oldřicha Frolíka a jeho manželky je uvedeno na pomníku spolupracovníků parašutistů a jejich rodinných příslušníků, kteří byli popraveni v německém koncentračním táboře Mauthausenu. V lednu 2011 byl slavnostně odhalen na terase kostela sv. Cyrila a Metoděje v Resslově ulici v Praze.[11]
- Jeho jméno (Frolík Oldřich) je uvedeno na pamětní desce obětem 2. světové války v Praze 4-Michli, Budějovická 5/64.[12]
- Ve čtvrtek dne 13. září 2018 v 17.00[13] byla na vnějším plášti domu v Kvestorské ulici (na adrese: Kvestorská 337/5, 140 00 Praha 4 - Michle)[14][13][15], kde za protektorátu bydlel Oldřich Frolík se svojí manželkou Barborou Frolíkovou, za přítomnosti představitelů městské části Praha 4 (a badatele a spisovatele Jiřího Padevěta) slavnostně odhalena pamětní deska.[13][15] O instalaci této pamětní desky se zasloužila Iniciativa A, Československá obec legionářská (ČsOL), MČ Praha 4 a Rota Nazdar[14][13]

„ ... jen si vezmu kabát ...“ // v tomto domě žili obětaví sokolští odbojáři / Barbora a Oldřich / Frolíkovi // Oldřich Frolík jako zbrojíř pomáhal / odboj. skupině Říjen i výsadku ANTHROPOID. / Na tomto místě 15.9. 1942 sám zneškodnil / tříčlenné zatýkací komando gestapa / a s manželkou přešel do ilegality. / Po zradě byli manželé zatčeni, / krutě mučeni a zavražděni 26. 1. 1943 / v KT Mauthausen
nápis na pamětní desce, 

## Galerie

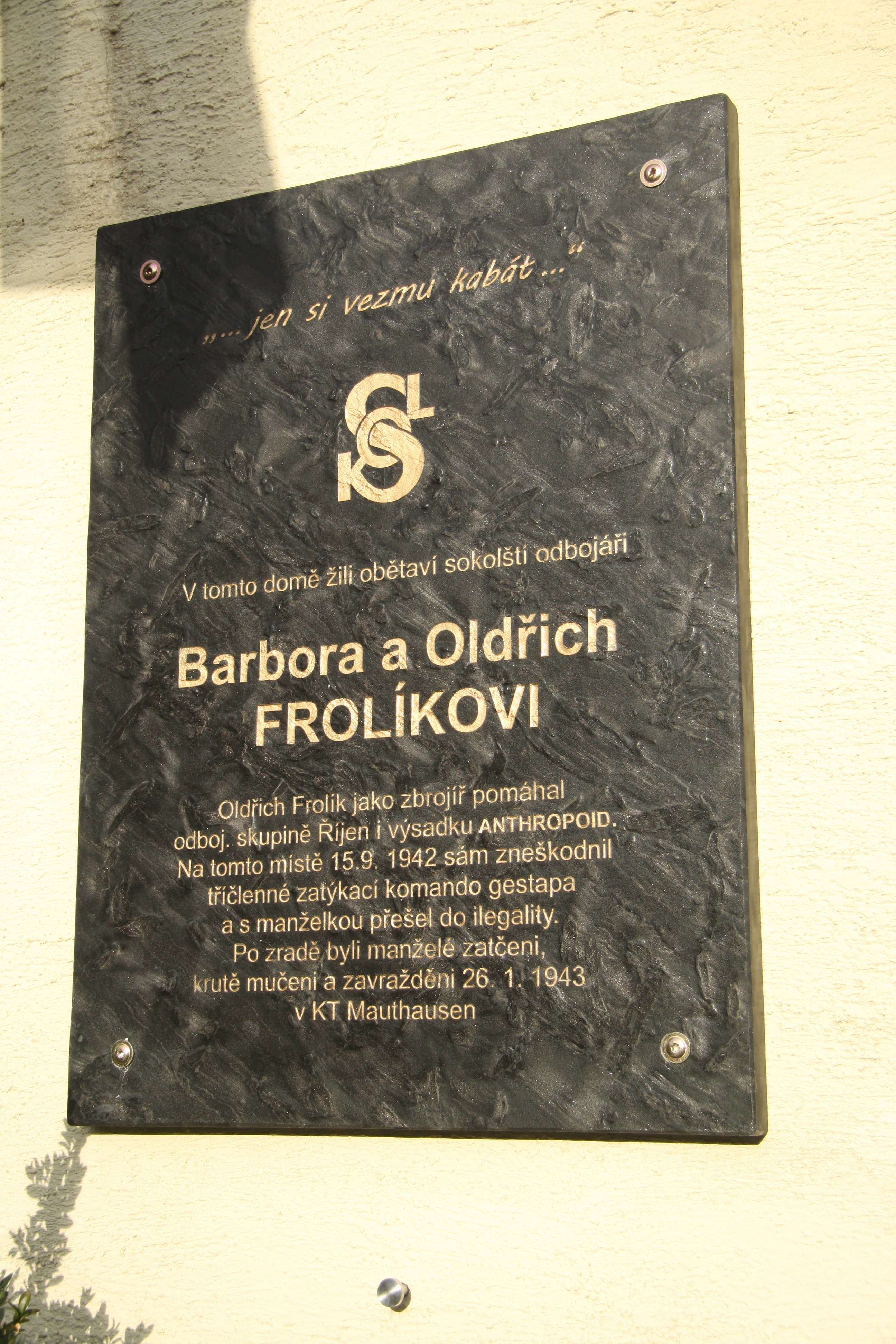
Pamětní deska v Praze 4-Michli, Kvestorská 337/5
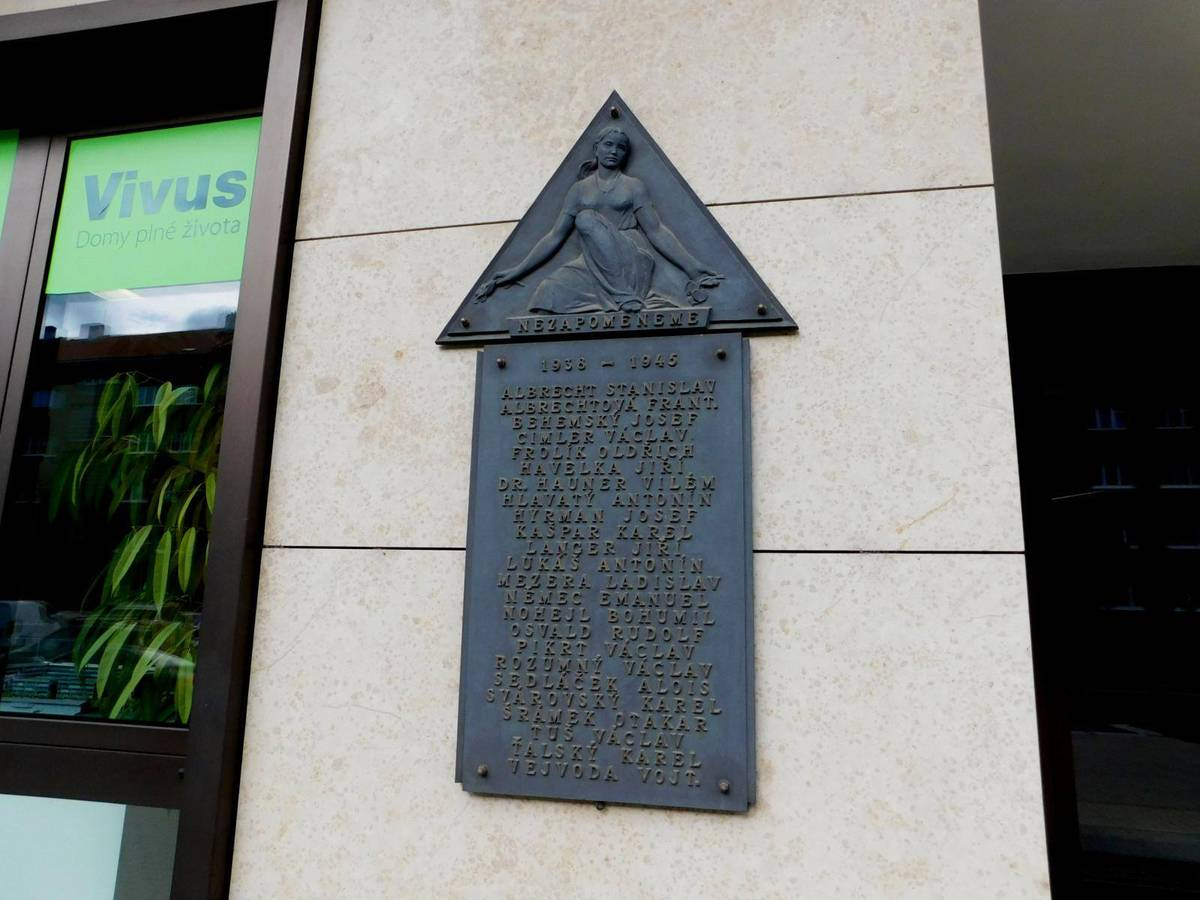
Pamětní deska obětem 2. světové války v Praze 4-Michli, Budějovická 5/64
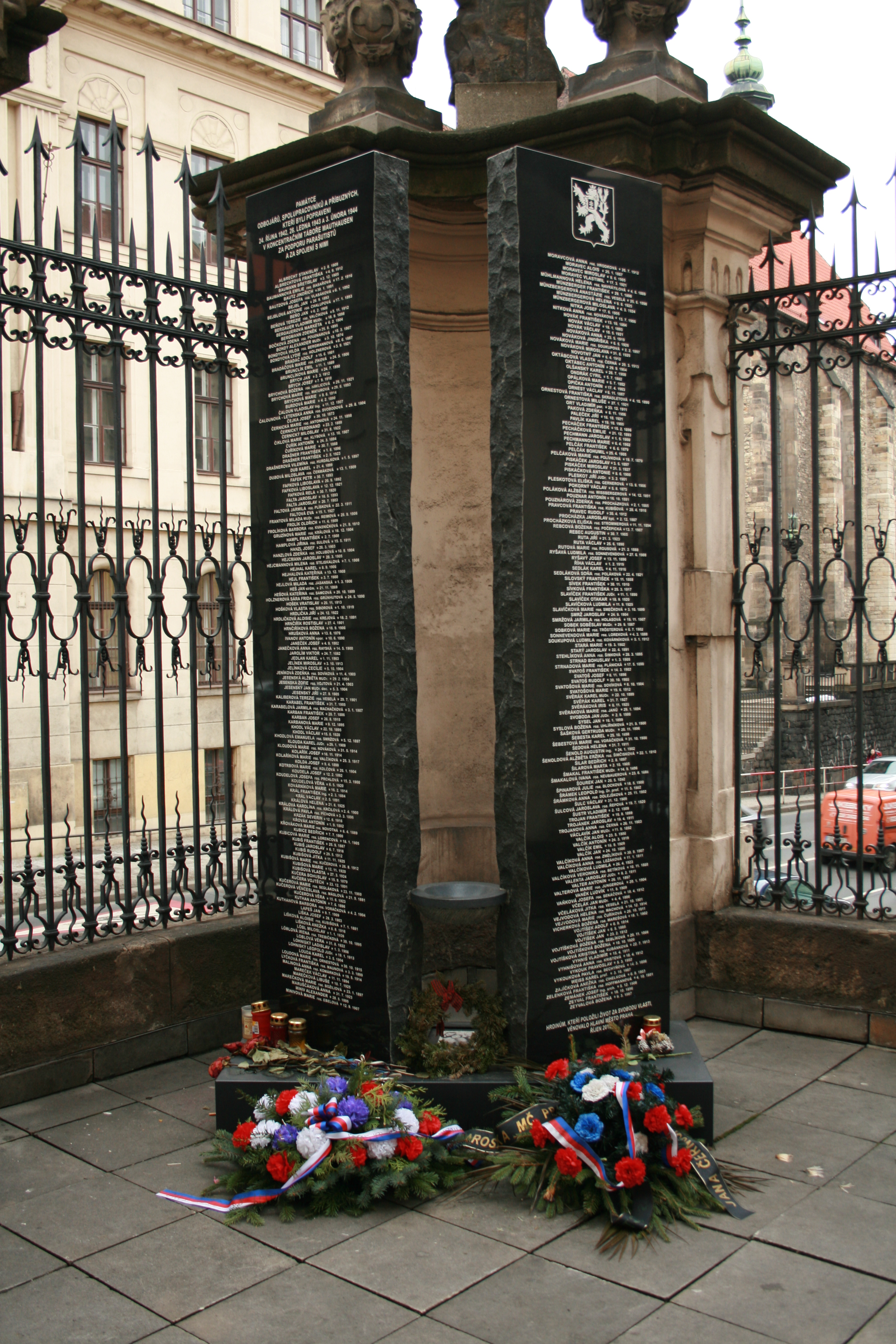
Pomník spolupracovníků parašutistů a jejich rodinných příslušníků na terase kostela sv. Cyrila a Metoděje v Resslově ulici v Praze